# این چیزی است که من دوست دارم (ترانه برونو مارس)
«این چیزی است که من دوست دارم» (به انگلیسی: That's What I Like (Bruno Mars song)) آهنگی توسط خواننده آمریکایی و ترانه‌سرا برونو مارس از سومین آلبوم استودیویی خود جادوی ۲۴ قیراطی است.